# Gebiedsverbod
Een gebiedsverbod (ook bekend als een straatverbod of wijkverbod) is een door de rechter opgelegde maatregel die dient om te voorkomen dat een dader in een bepaalde buurt terugkeert, bijvoorbeeld om een slachtoffer tegen een confrontatie in bescherming te nemen.
In Nederland is de mogelijkheid van een gebieds- of contactverbod of meldingsplicht als straf, als aanvulling op de mogelijkheid van dergelijke plichten en verboden als bijzondere voorwaarde bij voorwaardelijke invrijheidstelling aangenomen maar nog niet in werking getreden.